# Lorenzo Penna
Lorenzo Penna (Bolonya, 1613 - Imola, 1 de desembre, 1693) fou un notable organista italià.
Va ser un religiós carmelita i mestre de capella de l'església de la seva orde a Parma. Aconseguí gran reputació també com a escriptor didàctic, i se li deuen obres notables, entre elles: 12 misses, que es publicaren en dos llibres (Messe piene a 4 e 8 voci se piace; Galeria del sacro Parnasso: messe piane con stromenti ad libitum), impresos a Bolonya ; dos llibres de salms (Il sacro Parnasso i Salmi per tutto l'anno); aquest últim llibre, imprès a Bolonya el 1669, conté, a més, una missa, antífones i lletanies.
També va escriure les obres didàctiques: Li primi albori musicale per li principianti della musica figurata (dos llibres, Bolonya, 1656), Albori musicali per li studiosi della musica figurata (Venècia, 1678), i Direttorio dei cantafermo (Mòdena, 1689).